# Fay Roope
Fay Roope est un acteur américain, né le 20 octobre 1893 à Boston (Quartier d'Allston, Massachusetts) et mort le 13 septembre 1961 à Port Jefferson (Long Island, État de New York).

## Biographie
Au théâtre, il joue à Broadway en 1924-1925, puis en 1949-1950, dans trois pièces et une revue.
Au cinéma, il apparaît entre 1951 et 1959, notamment dans des westerns. L'un de ses rôles les plus connus est celui du président du Mexique Porfirio Díaz, dans Viva Zapata! (1952), aux côtés de Marlon Brando. À la télévision, de 1949 à 1961, il participe à plusieurs séries. Au cinéma comme à la télévision, il personnifie souvent des juges.

## Filmographie partielle

### au cinéma
- 1951 : La marine est dans le lac (You're in the Navy now) de Henry Hathaway
- 1951 : Le Jour où la Terre s'arrêta (The Day the Earth stood still) de Robert Wise
- 1951 : Les Hommes-grenouilles (The Frogmen) de Lloyd Bacon
- 1951 : Une vedette disparaît (Callaway Went Thataway) de Melvin Frank et Norman Panama
- 1952 : L'Homme à la carabine (Carbine Williams) de Richard Thorpe
- 1952 : Aveux spontanés (Assignment - Paris!) de Robert Parrish
- 1952 : Les Derniers Jours de la nation apache (Indian Uprising) de Ray Nazarro
- 1952 : Viva Zapata! d'Elia Kazan
- 1952 : Bas les masques (Deadline U.S.A.) de Richard Brooks
- 1952 : Mes six forçats (My Six Convicts) de Hugo Fregonese
- 1952 : Un garçon entreprenant (Young Man with Ideas) de Mitchell Leisen
- 1952 : Le Proscrit (The Brigand) de Phil Karlson
- 1953 : The Clown de Robert Z. Leonard
- 1953 : Down Among the Sheltering Palms d'Edmund Goulding
- 1953 : Le Joyeux Débarquement (All Ashore) de Richard Quine
- 1953 : L'Expédition du Fort King (Seminole) de Budd Boetticher
- 1953 : The System (en) de Lewis Seiler
- 1953 : La Charge sur la rivière rouge (The Charge at Feather River) de Gordon Douglas
- 1953 : Tant qu'il y aura des hommes (From Here to Eternity) de Fred Zinnemann
- 1953 : Clipped Wings d'Edward Bernds
- 1953 : Un lion dans les rues (A Lion is in the Streets) de Raoul Walsh
- 1954 : Alaska Seas (en) de Jerry Hopper
- 1954 : The Lone Gun de Ray Nazarro
- 1954 : C'est pas une vie, Jerry (Living it up) de Norman Taurog
- 1954 : The Black Dakotas (en) de Ray Nazarro
- 1954 : La Dernière Fois que j'ai vu Paris (The Last Time I saw Paris) de Richard Brooks
- 1954 : Alibi meurtrier (Naked Alibi) de Jerry Hopper
- 1956 : Le Supplice des aveux (The Rack) d'Arnold Laven
- 1957 : Le Brigand bien-aimé (The True Story of Jesse James) de Nicholas Ray
- 1959 : La police fédérale enquête (The FBI Story) de Mervyn LeRoy

### à la télévision (séries)
- 1958 : Première série Perry Mason, Saison 1, épisode 29 The Case of the Hesitant Hostess de Christian Nyby et épisode 34 The Case of the Gilded Lily d'Andrew V. McLaglen
- 1958 : Badge 714 (Dragnet), Saison 8, épisode 4 The Big Oskar de Jack Webb
- 1958-1959 : L'Homme à la carabine (The Rifleman), Saison 1, épisode 5 The Brother-in-Law (1958) d'Arnold Laven ; Saison 2, épisode 7 Panic (1959) de Joseph H. Lewis, épisode 9 The Spiked Rifle (1959) de John English et épisode 11 The Legacy (1959) de Bernard L. Kowalski
- 1959 : Rawhide, Saison 1, épisode 5 Incident on the Edge of Madness d'Andrew V. McLaglen
- 1959 : Gunsmoke ou Police des Plaines (Gunsmoke ou Marshal Dillon), Saison 4, épisode 27 The F. U., épisode 31 Murder Warrant et épisode 32 Change of Heart, réalisés par Andrew V. McLaglen
- 1959 : Bonanza, Saison 1, épisode 10 The Magnificent Adah de Christian Nyby
- 1960 : La Quatrième Dimension (The Twilight Zone), Saison 1, épisode 26 Exécution (Execution) de David Orrick McDearmon

## Théâtre (à Broadway)
Pièces, sauf mention contraire
- 1924 : One Helluva Night, revue
- 1924-1925 : What Price Glory de Maxwell Anderson et Laurence Stallings, avec Luis Alberni, William Boyd, Brian Donlevy, George Tobias, Louis Wolheim (adaptée au cinéma en 1952)
- 1949 : The Biggest Thief in Town de Dalton Trumbo, avec Walter Abel, Thomas Mitchell, Rhys Williams
- 1950 : La Folle de Chaillot (The Madwoman of Chaillot) de Jean Giraudoux, adaptation de Maurice Valency, avec John Carradine